# Desaad
Desaad è un personaggio dei fumetti dell'universo DC, creato da Jack Kirby sulle pagine di Forever People n. 2 dell'aprile-maggio 1971.

## Personaggio
Desaad è un servitore di Darkseid, signore di Apokolips nel Quarto Mondo di Jack Kirby
Maestro torturatore, il suo nome si rifà a quello del Marchese de Sade.

## Altri media
Desaad appare nelle seguenti serie:
- The Legendary Super Powers Show e Super Powers Team: Galactic Guardians (due incarnazioni della serie I Superamici), doppiato da René Auberjonois.
- Superman, doppiato da Robert Morse.
- Justice League, dove viene ucciso da Darkseid nell'episodio Twilight.
- Compare nella decima serie di Smallville, dove è un tirapiedi di Darkseid che (insieme a Granny Goodness e Godfrey, con cui forma una "empia triade") opera sulla Terra corrompendo la gente, preparandola per l'avvento del suo signore imprimendo loro un simbolo omega sul cranio. In questa serie Desaad gestisce una catena di club bondage.
- Compare nel film animato Justice League: War, come tirapiedi di Darkseid.
- Fa il suo debutto live-action nel film Zack Snyder's Justice League interpretato da Peter Guinness.